# TLR1
Le TLR1 est un récepteur de type Toll, codé par le gène TLR1 et intervenant dans la reconnaissance bactérienne ou fongique. Il fait partie des récepteurs formant un complexe, comme le TLR2 ou le TLR6. 

## Localisation
Les TLR1 sont ancrés dans la membrane plasmique. Les cellules qui les portent sont hématopoïétiques. Ce sont les monocytes, les éosinophiles, les basophiles, les cellules dendritiques ou les mastocytes.
Le gène codant pour la protéine TLR1 est situé sur le chromosome 4 humain.

## Fonction
Le complexe TLR1 : TLR2 reconnait différents ligands microbiens. Chez les bactéries à Gram-positif, ce sont les acides lipotéichoïques, constituants des parois bactériennes, qui sont reconnus. Chez les bactéries à Gram-négatif, ce sont les diacyl- et triacyl lipoprotéines qui sont liés. Chez les bactéries et les champignons, les bêta-glucans. Et chez les mycobactéries, le lipomannane. 

## Structure
Tout comme les autres récepteurs de type Toll, le TLR1 est une protéine transmembranaire. 
La partie extracellulaire, en forme de fer à cheval, de la protéine rassemble 18 à 25 copies de régions riches en leucine (LRR).
Le TLR1 s'associe avec le TLR2 (aussi un récepteur transmembranaire) pour former un complexe hétérodimérique. Cette forme particulière confère aux récepteurs la capacité à se lier à différents ligands soit sur leur surface externe (convexe) soit sur leur face interne qui, elle, est concave. 
La partie intracellulaire du récepteur est composée d’une queue appelée « domaine TIR » (pour Toll- IL-1-receptor). 

## Réponse à un ligand
Sur la surface cellulaire, les deux récepteurs (respectivement TLR1 et TLR2) sont séparés et non liés. À l’apparition d'un ligand, TLR1 et TLR2 se dimérisent pour former le complexe TLR1 : TLR2. 
Le ligand a 3 chaînes d’acides gras dont deux se fixent sur la face convexe du TLR2 et la dernière se fixe sur la face convexe du TLR1. Cela rapproche les deux parties extracellulaires des récepteurs qui se collent ensemble. 
Leur domaine TIR, dans le cytoplasme de la cellule, interagissent ce qui induit un signal à la cellule de la liaison avec un agent microbien. Cette signalisation permet à la cellule de déclencher la réponse nécessaire. 

## En médecine
Une mutation du gène TLR1 favoriserait la survenue d'une infection à Helicobacter pylori. D'autres mutations sont associées à des infections à Chlamydia trachomatis chez la femme ou avec la lèpre.